# Myoporum laetum
Espèce
Classification phylogénétique
Myoporum laetum est un arbuste des zones côtières de Nouvelle-Zélande. Il possède des vertus antibactériennes et les feuilles sont traditionnellement utilisées par les Maoris pour protéger leur peau des moustiques.